# Acacia tephrina
Acacia tephrina är en ärtväxtart som beskrevs av Leslie Pedley. Acacia tephrina ingår i släktet akacior, och familjen ärtväxter. Inga underarter finns listade i Catalogue of Life.